# Zulma Bouffar

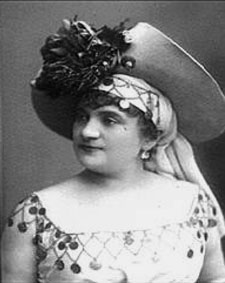
Zulma Bouffar, Fotografie von Nadar

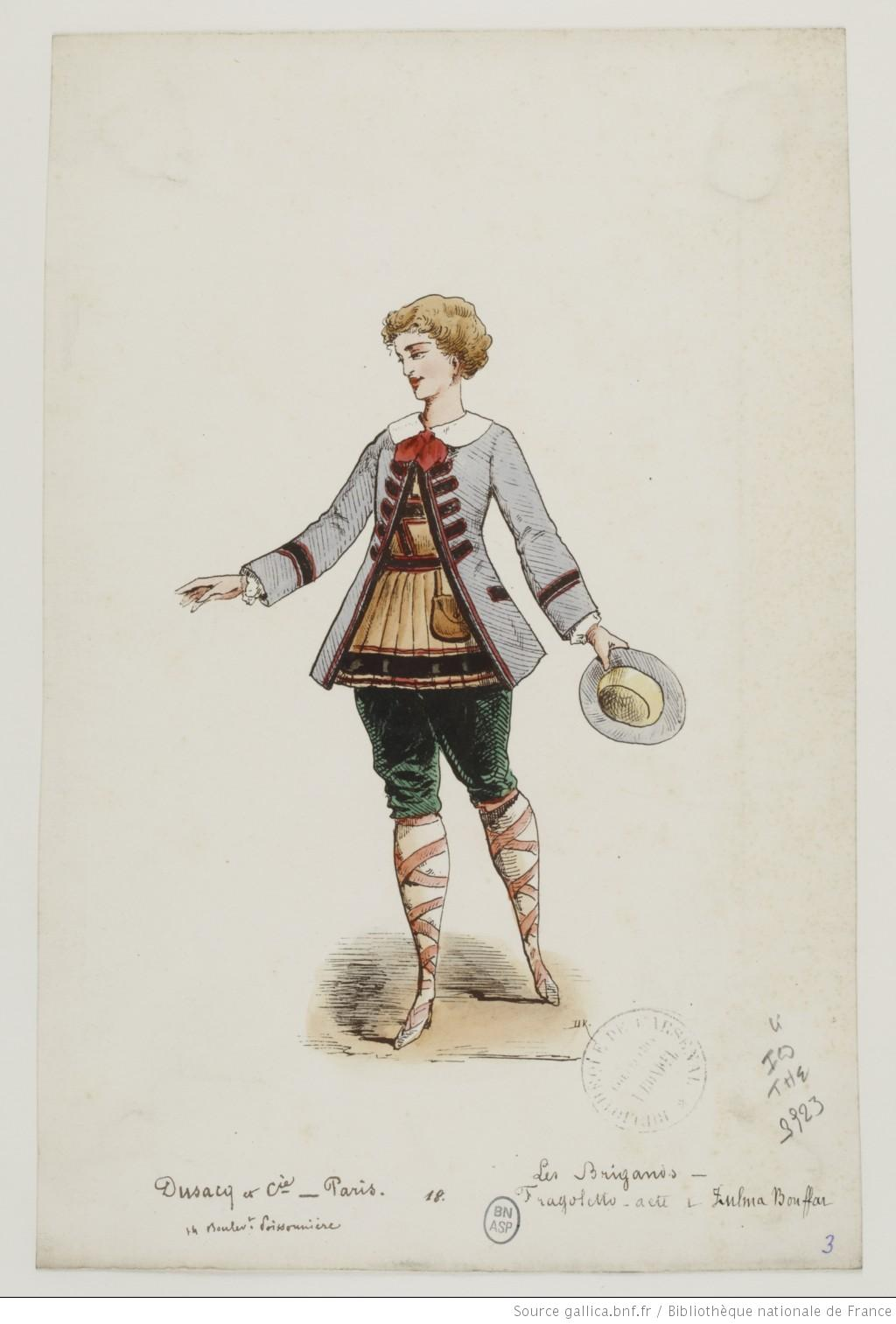
Draner: Zulma Bouffar als Fragoletto in Die Banditen (1869)

Zulma Bouffar, eigentlich Magdelaine Bouffar (* 24. Mai 1841 in Nérac; † 20. Januar 1909 in Couilly-Pont-aux-Dames) war eine französische Kinderdarstellerin, Theaterschauspielerin, Opernsängerin (Sopran) und Soubrette.

## Leben
Zulma Bouffar entstammte einer Schauspielerfamilie und stand bereits mit sieben Jahren in Kinderrollen auf der Bühne. Mit zwölf Jahren ging sie nach Deutschland, wo sie Theater spielte und mit französischen Liedern in Wirtshäusern auftrat. Von 1860 bis 1862 war sie in Lüttich engagiert. Als sie 1863 in Homburg vor der Höhe auftrat, saß ein Mann im Publikum, der ihr Leben verändern sollte: Jacques Offenbach.
Offenbach ließ sie noch im selben Jahr die Uraufführung von Lieschen und Fritzchen in Bad Ems singen und holte sie dann nach Paris, wo sie 1864 im gleichen Werk an seinem Théâtre des Bouffes-Parisiens debütierte. Ihre attraktive Erscheinung, ihr Temperament, ihre schauspielerische Begabung und ihr Gesangstalent beeindruckten Offenbach. Die Soubrette und der Komponist wurden ein Liebespaar. Ihre Liaison, aus der zwei Kinder hervorgingen, sorgte für Turbulenzen zwischen Offenbach und seiner Ehefrau Herminie, die er dennoch nicht verließ.
In den folgenden Jahren schrieb Offenbach viele Rollen für Bouffar und machte sie so zum Star, zur „Patti d’Opérette“, wie er sie nannte (nach der letzten großen Belcanto-Diva Adelina Patti).
Sie trat 1864 an den Bouffes-Parisiens noch in Il Signor Fagotto und in Les Géorgiennes auf. Im gleichen Jahr brachte sie Jeanne qui pleure et Jean qui rit in Bad Ems zur Uraufführung und 1865 spielte sie die Doppelrolle Jeanne und Jean auch an den Bouffes-Parisiens.
1866 war sie als Gabrielle an der Uraufführung von Pariser Leben im Théâtre du Palais-Royal beteiligt. 1867 baute Offenbach für sie die Rolle des Pagen Drogan in die 2. Fassung der Geneviève de Brabant ein. 1868 trat sie in Totos Schloss auf, 1869 war sie die Urbesetzung für den Fragoletto in Die Banditen, 1872 für den Robin-Luron in Le roi Carotte, 1873 sang sie in Les Braconniers und 1875 den Prinzen Caprice in Le voyage dans la lune.
Bouffar war eine Kandidatin für die Besetzung der Titelpartie in der Uraufführung von Georges Bizets Carmen 1875, erhielt diese Rolle jedoch letztlich nicht. Eine Opernrolle verkörperte sie dennoch in ihrer Karriere: Sie sang am Théâtre-Lyrique die Papagena in Wolfgang Amadeus Mozarts Oper Die Zauberflöte. Darüber hinaus gab sie ein Gastspiel in St. Petersburg und war an den Pariser Erstaufführungen der Johann-Strauss-Operetten Indigo (1875) und Die Fledermaus (1877) beteiligt.
1887 übernahm sie die Direktion des Théâtre de l’Ambigu-Comique in Paris, die sie bis zu ihrem Rückzug aus dem Berufsleben 1902 innehatte. Bouffar lebte fortan in einem Altersheim für Künstler in Couilly-Pont-aux-Dames, wo sie 1909 starb.